# Tee Set
Tee Set — Нидерландская рок-группа, основанная в 1966 году в городе Делфт.

## История
Группа Tee Set была образована в 1965 году музыкантом Питером Теттеру, из городка Делфт, в Голландии. С 1967 года, они начали выпускать свои альбомы на собственном лейбле, Teeset Records. .
В 1969 году группа записывает сингл под названием «Ma Belle Amie», занявший пятое место в Billboard Hot 100 в 1970 году .
В последние годы существования группы, продажи альбомов резко упали, и в 1975 году группа объявила о своём распаде. Возвращались на сцену в 1979 и 1983.
Питер Теттеру умер в 2002 году от рака печени в возрасте 55 лет.

## Состав
- Питер Теттеру — вокал
- Билл Бенник — гитара, флейта, банджо
- Ферри Ловер c 1970 по 1979 — гитара
- Джуп Блом — барабаны
- Франклин Маджит — бас-гитара
- Ханс Ван Эрик — клавиши

## Дискография
- 1966 — Emotion
- 1967 — Tee Set Songbook
- 1968 — Join The Tea-Set
- 1969 — Tee Set Forever
- 1970 — Ma Belle Amie (10 Tracks)
- 1970 — Ma Belle Amie (12 Tracks)
- 1970 — Ma Belle Amie (US Version)
- 1970 — In The Morning Of My Days
- 1971 — T-Five T-Set
- 1972 — Non Perishable
- 1973 — Tee Set Toppers
- 1975 — Do It Baby
- 1976 — 14 Gouwe Ouwe
- 1979 — Golden Greats Of The Tee Set
- 1988 — Hot Nights
- 1988 — The Hit Collection
- 1992 — Timeless
- 1993 — The Tee Set Golden Classics
- 1994 — The Best Of
- 1994 — Emotion (+12)
- 1997 — Tee Set 24 Carat
- 2011 — She Likes Weeds — Collected